# George Ryan
George Homer Ryan Sr. (Maquoketa, 23 febbraio 1934 – Kankakee, 2 maggio 2025) è stato un politico statunitense, governatore dell'Illinois dal 1999 al 2003.